# 视觉思维
视觉思维（英語：visual thinking），也被称为视觉学习、空间学习或图片思维，是通过视觉处理进行思考的现象。视觉思维被描述为把文字看成一系列的图片。它在大约60-65%的普通人群中很常见。“真正的图片思维者”，那些使用视觉思维几乎排除了其他种类的思维的人，在人口中占的比例较小。儿童发展理论家琳达·克雷格·西尔弗曼的研究表明，不到30%的人强烈使用视觉或空间思维，另外45%的人既使用视觉或空间思维又使用文字形式的思维，25%的人只使用文字思维。根据西尔弗曼的观点，在使用视觉或空间思维的30%的普通人群中，只有一小部分人会在所有其他思维形式之上使用这种风格，可以说是真正的“图片思考者”。